# 千佛山街道
千佛山街道，是中华人民共和国山東省济南市历下区下辖的一个乡镇级行政单位。

## 行政区划
千佛山街道下辖以下地区：
佛山苑社区、千佛山东路社区、棋盘街社区、千佛山西路社区、千佛山社区、历山名郡社区和济柴社区。